# True Confessions (album)
True Confessions è il terzo album pubblicato dal trio femminile britannico delle Bananarama, nel 1986, su etichetta London Records.
Con questo lavoro, anticipato dal 45 giri "Do Not Disturb", uscito quasi un anno prima, nel 1985, la band ottiene le prime vendite da capogiro e un notevole successo di classifica fuori dal Regno Unito (dove il disco, dopo il successo dei precedenti, viene invece quasi ignorato), soprattutto negli USA, dove il primo singolo estratto, Venus, cover di un brano degli anni settanta del gruppo olandese degli Shocking Blue, raggiunge il Numero 1 nella classifica dei Billboard Hot 100, un risultato mai conseguito dalle ragazze nella madrepatria, dove non sono mai riuscite ad andare, anche se per ben 3 volte, oltre la Top 3 (una volta lasciato il trio pop rock delle Bananarama per fondare il duo rock più sperimentale delle Shakespears Sister, ci riuscirà invece Siobhan Fahey, restando in vetta in Gran Bretagna, addirittura per 8 settimane, con il singolo "Stay").
Quasi tutto l'album (9 tracce su 11), che rappresenta il lavoro più maturo del trio dal punto di vista artistico e dell'impegno profuso nella composizione dei testi, tra cui spicca soprattutto il pezzo di chiusura, "Hooked on Love", in cui il processo di combinare ritmi ballabili a temi impegnati, già iniziato nel precedente secondo album omonimo, raggiunge qui la sua punta massima, è prodotto da Jolley & Swain (che avevano già prodotto tutto il secondo album e un paio di pezzi sul primo).
Le due restanti tracce, "Venus" e "More Than Physical", rispettivamente primo e secondo singolo estratto (visto che, come accennato, l'altro 45 giri incluso sul long playing, "Do Not Disturb", era uscito quasi un anno prima dell'album) portano invece la firma dell'allora nascente trio di produttori britannici Stock, Aitken & Waterman, che avrebbero plasmato il sound della seconda metà degli anni ottanta e di buona parte del decennio successivo, producendo tutto il quarto album delle Bananarama, Wow!, il loro 33 giri più venduto in assoluto.
"More Than Physical" verrà remixato in versione garage per l'uscita su singolo, così come l'ultimo estratto, la ballata romantica "A Trick of the Night", la quale, originariamente prodotta da Jolley & Swain, parteciperà a un programma televisivo, In at the Deep End, in onda sulla BBC, in cui dei registi dilettanti produrranno un videoclip per il brano, anche sigla della trasmissione, nella versione remixata da Stock, Aitken & Waterman (non contente del risultato, le ragazze gireranno poi un secondo videoclip).
Nel marzo del 2007, la Rhino Records, rilevando i diritti dell'etichetta storica del gruppo, la London Records, ha ristampato su CD i primi sei album della band, rimasterizzandoli e includendo su ciascuno una serie di bonus tracks, costituite da lati B, remix e altre tracce fino ad allora mai incluse su nessun album, come singoli internazionali e colonne sonore (tra queste ultime, compare sulla ristampa dell'album del 1986 il brano "Riskin' a Romance", dal soundtrack del film Il segreto del mio successo).
Alla promozione di quest'album, appartiene anche l'ultimo estratto dal disco precedente, "The Wild Life".

## Impegno sociale
- Le Bananarama hanno donato i diritti del brano di chiusura dell'album, Hooked on Love (un brano contro la droga, che rappresenta la più perfetta combinazione di ritmo dance e testo impegnato mai raggiunta dalla band), al progetto per combattere la dipendenza da eroina noto come It's a Live-in World.

## Uso in colonne sonore
- Il brano che dà il titolo all'album, True Confessions (di cui esiste anche una versione 7", inserita su un rarissimo laserdisc, che contiene anche le versioni 7" di More Than Physical e A Trick of the Night, oltre al videoclip di Venus) compare anche sulla colonna sonora del film americano PI-Private Investigations del 1987.
- A Trick of the Night compare anche sulla colonna sonora di un altro film americano, Jumpin' Jack Flash.
- Un altro brano, Riskin' a Romance, oggi tra le tracce extra della ristampa, pubblicata nel 2007 della Rhino Records, compare in una terza colonna sonora, quella per il film con Michael J. Fox, intitolato, nella versione italiana, Il segreto del mio successo.

## Tracce
1. "True Confessions" (Jolley, Swain, Dallin, Fahey, Woodward) — 5:19
2. "Ready or Not" (Jolley, Swain, Dallin, Fahey, Woodward) — 3:53
3. "A Trick of the Night" (Jolley, Swain) — 4:39
4. "Dance with a Stranger" (Jolley, Swain, Dallin, Fahey, Woodward) — 4:31
5. "In a Perfect World" (Jolley, Swain, Dallin, Fahey, Woodward) — 6:03
6. "Venus" (Robert Leeuwen) — 3:50
7. "Do Not Disturb" (Jolley, Swain) — 3:24
8. "A Cut Above the Rest" (Jolley, Swain, Dallin, Fahey, Woodward) — 3:40
9. "Promised Land" (Dallin, Fahey, Woodward) — 3:44
10. "More Than Physical" (Stock, Aitken, Waterman, Dallin, Fahey, Woodward) — 5:04
11. "Hooked on Love" (Jolley, Swain, Dallin, Fahey, Woodward) — 3:48

### Bonus tracks sulla ristampa del 2007
1. "Ghost" (P. Bishop, P. Seymour, S. Dallin) (lato B di "Do Not Disturb")  — 4:03
2. "White Train" (Dallin, Fahey, Woodward, Bishop, Seymour) (lato B di "Venus") — 3:51
3. "More Than Physical" (versione del singolo) — 3:19
4. "Scarlett" (Dallin, Fahey, Woodward, Bishop) (lato B di "More Than Physical") — 4:12
5. "A Trick of the Night" (versione del singolo) — 4:17
6. "Set on You" (Stock, Aitken, Waterman, Dallin, Fahey, Woodward) (lato B di "A Trick of the Night" e singolo indipendente USA)  — 3:56
7. "Riskin' a Romance" (Fahey, O. Marland, P. Waller) (colonna sonora del film Il segreto del mio successo) — 3:53

## Classifiche

### Album
| Classifica (1986) | Posizione più alta |
| ----------------- | ------------------ |
| Billboard 200 USA | 15                 |

### Singoli
| Singolo                | Classifica (1985-1986) | Posizione più alta |
| ---------------------- | ---------------------- | ------------------ |
| "Do Not Disturb"       | Classifica Singoli UK  | 31                 |
| "Venus"                | Classifica Singoli UK  | 8                  |
| "Venus"                | Billboard Hot 100 USA  | 1                  |
| "More Than Physical"   | Classifica Singoli UK  | 41                 |
| "A Trick of the Night" | Classifica Singoli UK  | 32                 |